# Hans-Jörg Bliesener
Hans-Jörg Bliesener (Ciudad de Brandeburgo, RDA, 6 de abril de 1966) es un deportista de la RDA que compitió en piragüismo en la modalidad de aguas tranquilas.
Participó en los Juegos Olímpicos de Seúl 1988, obteniendo una medalla de bronce en la prueba de K4 1000 m. Ganó tres medallas en el Campeonato Mundial de Piragüismo en los años 1985 y 1986.

## Palmarés internacional
| Juegos Olímpicos   | Juegos Olímpicos     | Juegos Olímpicos  | Juegos Olímpicos |
| Año                | Lugar                | Medalla           | Evento           |
| ------------------ | -------------------- | ----------------- | ---------------- |
| 1988               | Seúl (Corea del Sur) | Medalla de bronce | K4 1000 m        |
| Campeonato Mundial |                      |                   |                  |
| Año                | Lugar                | Medalla           | Evento           |
| 1985               | Malinas (Bélgica)    | Medalla de plata  | K2 500 m         |
| 1985               | Malinas (Bélgica)    | Medalla de bronce | K4 1000 m        |
| 1986               | Montreal (Canadá)    | Medalla de plata  | K4 1000 m        |